# Campionati italiani di ciclismo su strada 2009
I Campionati italiani di ciclismo su strada 2009 (Settimana Tricolore 2009) si svolsero in Romagna, ad Imola, dal 20 al 28 giugno 2009. Le gare che assegnarono i titoli italiani in linea si svolsero sul circuito dei Tre Monti e nell'Autodromo Enzo e Dino Ferrari; le prove a cronometro si tennero invece tra Mordano e l'Autodromo.

## Le gare
Allievi maschile e femminile
20 giugno, Mordano-Autodromo - Cronometro - 13,5 km
Juniores Uomini
20 giugno, Mordano-Autodromo - Cronometro - 24,1 km
24 giugno, Autodromo-Autodromo - In linea - 125,9 km
Juniores Donne
20 giugno, Mordano-Autodromo - Cronometro - 17,5 km
25 giugno, Autodromo-Autodromo - In linea - 77,9 km
Under 23
23 giugno, Mordano-Autodromo - Cronometro - 27,3 km
27 giugno, Autodromo-Autodromo - In linea - 161,5 km
Donne Elite
20 giugno, Mordano-Autodromo - Cronometro - 27,3 km
25 giugno, Autodromo-Autodromo - In linea - 125,9 km
Elite senza contratto
26 giugno, Autodromo-Autodromo - In linea - 176,8 km
Professionisti
20 giugno, Mordano-Autodromo - Cronometro - 32,3 km
28 giugno, Autodromo-Autodromo - In linea - 260,4 km

## Risultati
| Eventi                        | Oro                 | Tempo                      | Argento            | Tempo   | Bronzo              | Tempo   |
| Professionisti                |                     |                            |                    |         |                     |         |
| Gara in linea dettagli        | Filippo Pozzato     | 6.34'45" Media 39.190 km/h | Damiano Cunego     | s.t.    | Luca Paolini        | s.t.    |
| Cronometro dettagli           | Marco Pinotti       | 39'22" Media 49.382 km/h   | Gabriele Bosisio   | a 19"   | Maurizio Biondo     | a 1'09" |
| Elite S.C.                    |                     |                            |                    |         |                     |         |
| Gara in linea dettagli        | Gianmario Pedrazini | 4.27'10" Media 40,869 km/h | Damiano Margutti   | s.t.    | Henry Frusto        | s.t.    |
| Uomini Under-23               |                     |                            |                    |         |                     |         |
| Gara in linea dettagli        | Matteo Rabottini    | 4.01' Media 41,527 km/h    | Alfredo Balloni    | a 32"   | Gianluca Brambilla  | s.t.    |
| Cronometro dettagli           | Alfredo Balloni     | 32'43" Media 50.051 km/h   | Adriano Malori     | a 42"   | Alessandro Stocco   | a 51"   |
| Donne Elite                   |                     |                            |                    |         |                     |         |
| Gara in linea dettagli        | Monia Baccaille     | 3.36' Media 34.972 km/h    | Laura Bozzolo      | a 1'28" | Giorgia Bronzini    | a 2'50" |
| Cronometro dettagli           | Noemi Cantele       | 38'12" Media 42.879 km/h   | Tatiana Guderzo    | a 1'10" | Silvia Valsecchi    | a 1'38" |
| Donne Junior                  |                     |                            |                    |         |                     |         |
| Gara in linea dettagli        | Elena Cecchini      | 2.11'14" Media 36.530 km/h | Giulia Donato      | s.t.    | Alessia Martini     | s.t.    |
| Cronometro dettagli           | Giulia Donato       | 23'58" Media 43.791 km/h   | Susanna Zorzi      | a 28"   | Giorgia Marchesin   | a 32"   |
| Juniores                      |                     |                            |                    |         |                     |         |
| Gara in linea dettagli        | Andrea Zordan       | 3.08'25" Media 40.092 km/h | Enrico Dalla Costa | s.t.    | Andrea Fedi         | s.t.    |
| Cronometro dettagli           | Antonj Orsani       | 31'23" Media 46.075 km/h   | Andrea Dal Col     | a 8"    | Eric Ravaioli       | a 24"   |
| Allievi                       |                     |                            |                    |         |                     |         |
| Cronometro maschile dettagli  | Nicola Rossi        | 17'33" Media 46.118 km/h   | Luca Cappelli      | a 2"    | Simone Sterbini     | a 17"   |
| Cronometro femminile dettagli | Rossella Ratto      | 19'41" Media 41.133 km/h   | Giorgia Baraldo    | a 5"    | Beatrice Bartelloni | a 26"   |